# Zhang Shengwen

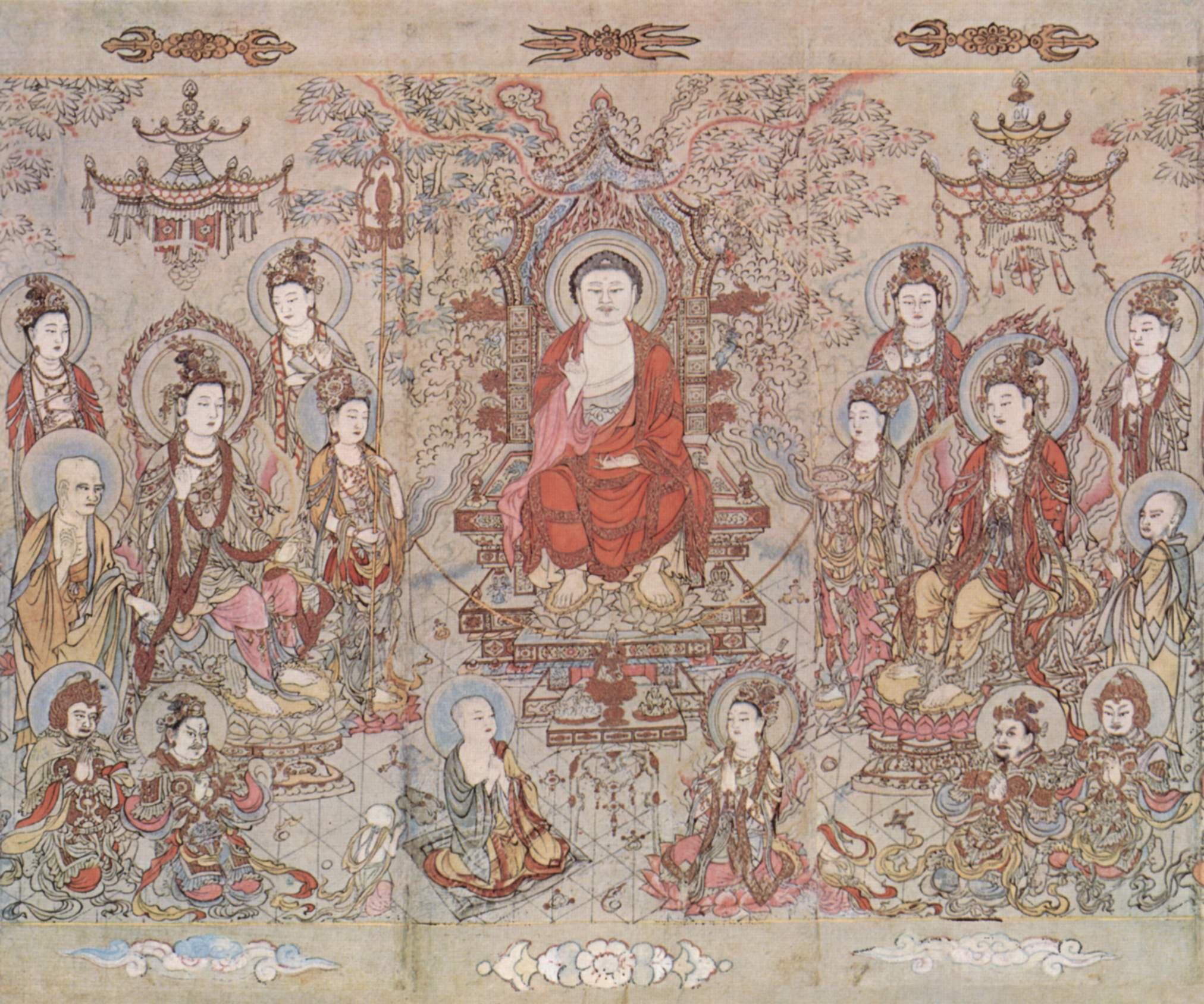
Sakyamuni

Zhang Shengwen  (chinois simplifié : 张胜温 ; chinois traditionnel : 張勝溫 ; pinyin : zhāng shèngwēn), dont on connaît des œuvres datant de la période 1163 – 1189, est un artiste peintre chinois du XIIe siècle connu pour ses œuvres bouddhiques et ayant vécu dans le Royaume de Dali (937 — 1253), correspondant approximativement à l'actuelle province du Yunnan.